# Bojanji Vrh
Bojanji Vrh este o localitate din comuna Ivančna Gorica, Slovenia, cu o populație de 51 de locuitori.